# Ficus boliviana
Ficus boliviana är en mullbärsväxtart som beskrevs av C.C. Berg. Ficus boliviana ingår i släktet fikonsläktet, och familjen mullbärsväxter. Inga underarter finns listade i Catalogue of Life.